# Kelešinka
Kelešinka  je naselje u Hrvatskoj, regiji Slavoniji u Osječko-baranjskoj županiji i pripada općini Podgorač.

## Zemljopisni položaj
Kelešinka se nalazi na 112 metara nadmorske visine u području gdje sjeverni obronci Krndije prelaze u nizinu istočnohrvatske ravnice. Susjedna naselja: južno Stipanovci, jugozapadno Podgorač, sjeveroistočno Ledenik i sjeverno Breznica Našička naselja u općini Koška a sjeverozapadno Jelisavac, zapadno Vukojevci i Markovac Našički naselja koja pripadaju gradu Našicama.  Pripadajući poštanski broj je 31433 Podgorač, telefonski pozivni 031 i registarska pločica vozila NA (Našice). Površina katastarske jedinice naselja Kelešinka je 2,52 km·102.

## Stanovništvo
| broj stanovnika | 14    |       | 33    | 102   | 89    | 154   | 69    | 47    | 184   | 201   | 188   | 134   | 85    | 83    | 67    | 57    | 43    |
|                 | 1857. | 1869. | 1880. | 1890. | 1900. | 1910. | 1921. | 1931. | 1948. | 1953. | 1961. | 1971. | 1981. | 1991. | 2001. | 2011. | 2021. |

Do 1931. iskazivano kao dio naselja, a od 1948. kao naselje. U 1869. podaci su sadržani u naselju Stipanovci. Prema prvim rezultatima Popisa stanovništva 2011. u Kelešinki je živjelo 57 stanovnika u 19 kućanstva.

## Vanjska poveznica
- http://www.podgorac.hr/